# فيرخني آت-أورياخ (ماغادان)
فيركنيي أت-ورياك (بالروسية: Верхний Ат-Урях) هي مدينة في مقاطعة ماغادان أوبلاست في روسيا.
يبلغ عدد سكانها حوالي 24 نسمة.